# 保身
『保身』（ほしん）は、小杉健治による日本の推理小説。2015年にテレビドラマ化された。

## 概要

### テレビドラマ
2015年7月1日にテレビ東京系「水曜ミステリー9」で放送された。

#### あらすじ（テレビドラマ）
埼玉県警捜査一課の刑事・宮下文也は、娘が不登校状態にあるが、家族の問題から逃げるように仕事にかまけ、対応は妻に任せっきりだった。ベテラン女性警部・藤浦静香が定年退職を迎え、送別会が開かれたその夜の帰路、宮下は搬送されるひき逃げ事故の被害者とすがりつく被害者の娘の姿を目撃する。翌日、野島団地のアパートの一室で女性の絞殺遺体が発見され、捜査本部が立ち上がる。被害者のクレジットカードを使おうとした男の存在が判明し、出所したばかりの金谷次郎だと分かり、間もなく逮捕される。取り調べで金谷は、カードは拾っただけだと主張し、間もなく容疑を窃盗のみにしろと上から通達され、宮下も捜査を外される。その夜、県警本部長の部屋では「警察の信頼を守るため」の密談が交わされていた。金谷の窃盗での送検を疑問に思った武蔵新報社会部記者の羽村は、第二の人生を謳歌しようとしていた藤浦静香に相談する。上の方針に納得がいかず、再び現場を訪れていた宮下は、その行動を読んでいた藤浦と会い、殺人事件とひき逃げ事件に関連があるという考えにたどり着く。間もなく、金谷が処分保留で釈放されたと知らせが入り、宮下はますます納得がいかなくなる中、ひき逃げの被害者・田畑忠幸が殺人の被疑者として家宅捜索され、2人が不倫関係にあったと断定される。羽村は、田畑の遺族と共に静香のもとを訪れ、警察が隠蔽しようとしていることを暴く決意をする。

#### キャスト
- 宮下文也（捜査一課五係 主任刑事） - 小泉孝太郎
- 宮下圭子（文也の妻） - 紺野まひる
- 宮下千夏（文也の娘） - 永野芽郁
- 羽村真琴（武蔵新報社会部 記者） - 片瀬那奈
- 草薙敏郎（武蔵新報社会部 デスク） - 日向丈
- 金谷次郎（容疑者） - 伊東孝明
- 田畑忠幸（ひき逃げ被害者） - おかやまはじめ
- 田畑亜利沙（田畑の娘） - 大後寿々花
- 富川勲（田畑のかつての同僚） - 大谷亮介
- 大畑真智子（被害者） ‐ 阿部朋子
- 野田佐恵子（大畑の同僚）
- 坂江川義久（捜査一課 管理官） - 相島一之
- 蓮見大吾（捜査一課 管理官） - 木下ほうか
- 藤浦静香（元捜査一課五係 警部） - 泉ピン子
- 増沢良三（捜査一課五係 係長） - 田中隆三
- 下条誠司（捜査一課五係 刑事） - 阿部亮平
- 須崎貴史（交通鑑識課員/宮下と同期） - 水橋研二
- 井村和人（野島署刑事課 刑事） - 乃木涼介
- 下川正春（東深津署 刑事） - エド山口
- 木藤邦彦（県警生活安全部 部長） - 嶋田久作
- 村瀬孝雄（埼玉県警本部長） - 中村橋之助（特別出演）
- 山本与志恵
- 杉野なつ美
- 藤井佳代子
- 堀文明

### スタッフ
- 原作 - 小杉健治『保身』（双葉社）
- 脚本 - 深沢正樹
- プロデューサー - 渡辺一仁（テレビ東京）、椿宜和、河添太
- 撮影 - 川田万里
- VE - 山下輝良
- 照明 - 田中岳
- 録音 - 関川力央
- 技術デスク - 星宏美
- 美術 - 鈴木隆之
- 衣装 - 小堀あさみ、武内修（泉担当）
- ヘアメイク - 川尻結加
- 編集 - 森崎好
- 警察監修 - 伊藤鋼一
- 医療監修 - 中澤暁雄
- フラワーアレンジメント指導 - 藤原佐知子
- 撮影協力 - さがみの国大和フィルムコミッション、大和市中部浄化センター、綾瀬ロケーションサービス ほか
- 助監督 - 八木茂高
- スクリプター - 黒河内美佳
- チーフプロデューサー - 橋本かおり（テレビ東京）
- 監督 - 渡邊孝好
- 製作 - テレビ東京、BSジャパン、角川映画